# Josip Vogrinc
Josip Vogrinc (* 1924 oder 1925; † 1988) war ein jugoslawischer Tischtennisspieler.

## Werdegang
Zwischen 1948 und 1961 nahm der Abwehrspieler an allen neun Weltmeisterschaften teil. Bei der WM 1951 gewann er dabei mit der jugoslawischen Mannschaft Bronze.
Auch für die ersten Europameisterschaften wurde er nominiert, wo er 1958, 1960 und 1962 Jugoslawien vertrat. Hier erreichte er 1960 im Doppel das Halbfinale.
Bei den Jugoslawischen Open wurde er 1958 Erster. Mehrfach nahm er auch an den Internationalen Deutschen Meisterschaften teil. Hier gelangen ihm mehrere Erfolge:
- 1953/54 in Berlin: Platz 4 im Einzel (Niederlage gegen Conny Freundorfer), Sieg im Doppel mit  Vilim Harangozo
- 1954/55 in Kiel: Platz 3 im Doppel mit Aleksandar Grujic, Sieg im Mixed mit Helen Elliot (Sieg im Endspiel gegen Conny Freundorfer/Hannelore Schlaf)
- 1959/60 in Berlin: Platz 2 im Einzel, Sieg im Doppel mit Vilim Harangozo (Sieg im Endspiel gegen Ernst und Herbert Gomolla)
- 1960/61 in Berlin: Platz 4 im Doppel mit Željko Hrbud
- 1962/63 in Frankfurt am Main: Sieg im Doppel mit Istvan Korpa

Mit dem Verein SD Borac Zagreb wurde Vogrinc 1951 jugoslawischer Staatsmeister. Später spielte er für SD Graficar Zagreb. In der ITTF-Weltrangliste belegte er 1956 Platz 15.

## Privat
Vogrinc war von Beruf Lithograf. Er war verheiratet.

## Turnierergebnisse
| Verband | Veranstaltung       | Jahr | Ort       | Land | Einzel     | Doppel        | Mixed         | Team |
| ------- | ------------------- | ---- | --------- | ---- | ---------- | ------------- | ------------- | ---- |
| YUG     | Europameisterschaft | 1962 | Berlin    | FRG  | letzte 16  |               |               |      |
| YUG     | Europameisterschaft | 1960 | Zagreb    | YUG  |            | Halbfinale    |               |      |
| YUG     | Europameisterschaft | 1958 | Budapest  | HUN  |            |               | Viertelfinale |      |
| YUG     | Weltmeisterschaft   | 1961 | Peking    | CHN  | letzte 32  | letzte 32     | keine Teiln.  | 4    |
| YUG     | Weltmeisterschaft   | 1959 | Dortmund  | FRG  | letzte 128 | letzte 64     | keine Teiln.  | 5    |
| YUG     | Weltmeisterschaft   | 1957 | Stockholm | SWE  | letzte 32  | Viertelfinale | keine Teiln.  | 5    |
| YUG     | Weltmeisterschaft   | 1955 | Utrecht   | NED  | letzte 16  | letzte 64     | letzte 64     | 5    |
| YUG     | Weltmeisterschaft   | 1954 | Wembley   | ENG  | letzte 32  | letzte 64     | letzte 32     | 4    |
| YUG     | Weltmeisterschaft   | 1953 | Bukarest  | ROU  | letzte 64  | letzte 32     | Scratched     | 5    |
| YUG     | Weltmeisterschaft   | 1951 | Wien      | AUT  | Scratched  | Scratched     | keine Teiln.  | 3    |
| YUG     | Weltmeisterschaft   | 1949 | Stockholm | SWE  | letzte 32  | keine Teiln.  | keine Teiln.  | 7    |
| YUG     | Weltmeisterschaft   | 1948 | Wembley   | ENG  | letzte 64  | letzte 32     | keine Teiln.  | 5    |